# Pteroceras unguiculatum
Pteroceras unguiculatum là một loài thực vật có hoa trong họ Lan. Loài này được (Lindl.) H.A.Pedersen miêu tả khoa học đầu tiên năm 1992.